# Presse anarchiste

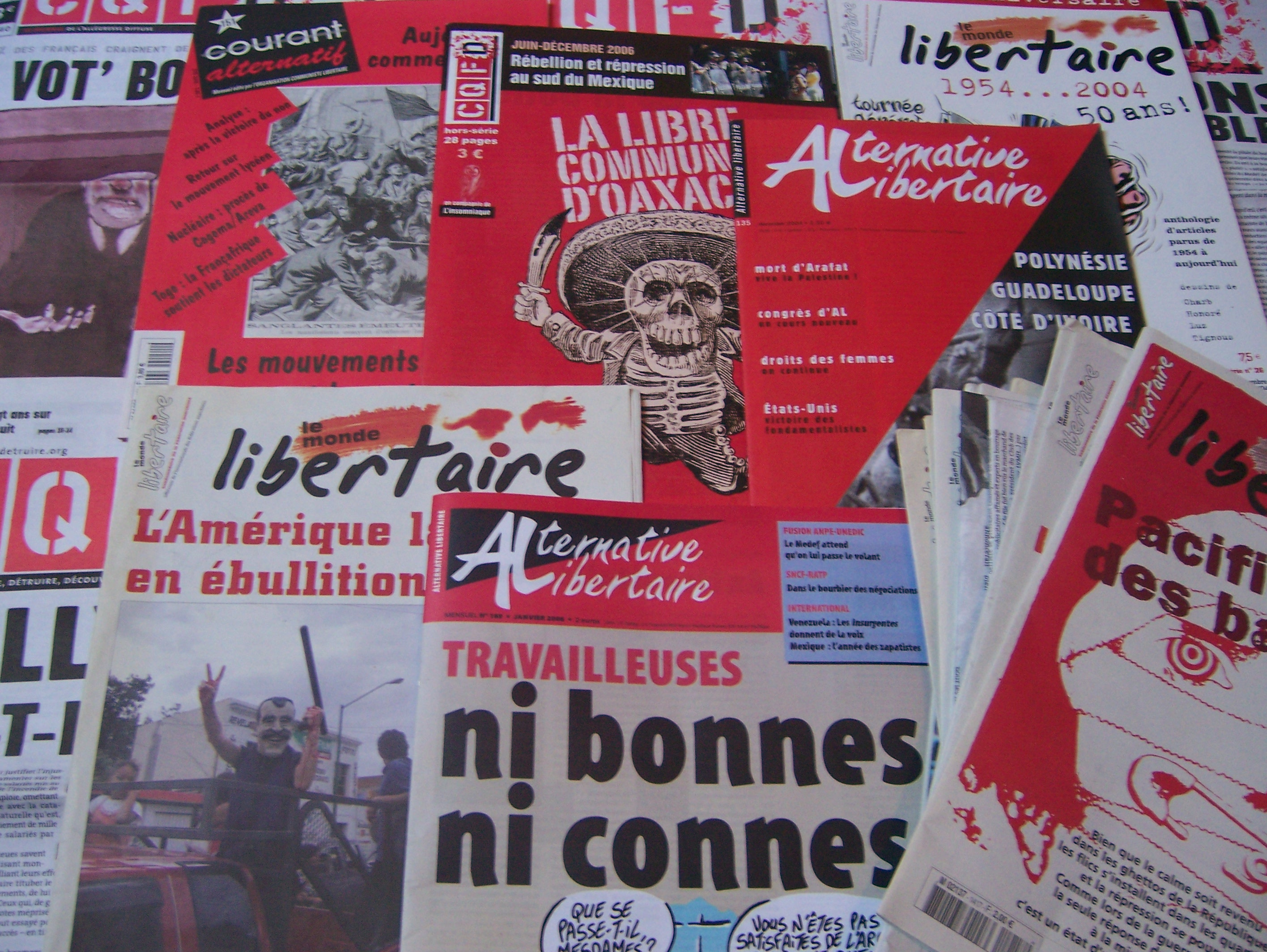
Presse anarchiste en France.

La presse anarchiste ou presse libertaire utilise depuis la Première Internationale (1864) toutes les formes de diffusion écrite : livre, brochure, bulletin, revue, journal hebdomadaire ou quotidien. Pas une tendance, pas une formation de l'anarchisme n'a pas sa revue ou son journal, parfois pour un seul numéro, parfois pour de nombreuses années. La presse anarchiste constitue ainsi l'un des moyens de propagande privilégié par les anarchistes. On estime aujourd'hui à près de 40 000 le nombre des revues anarchistes francophones publiées.

## Caractéristiques
La presse anarchiste sert à l'organisation des idées des personnes anarchistes en l'absence de partis politiques.

## Histoire

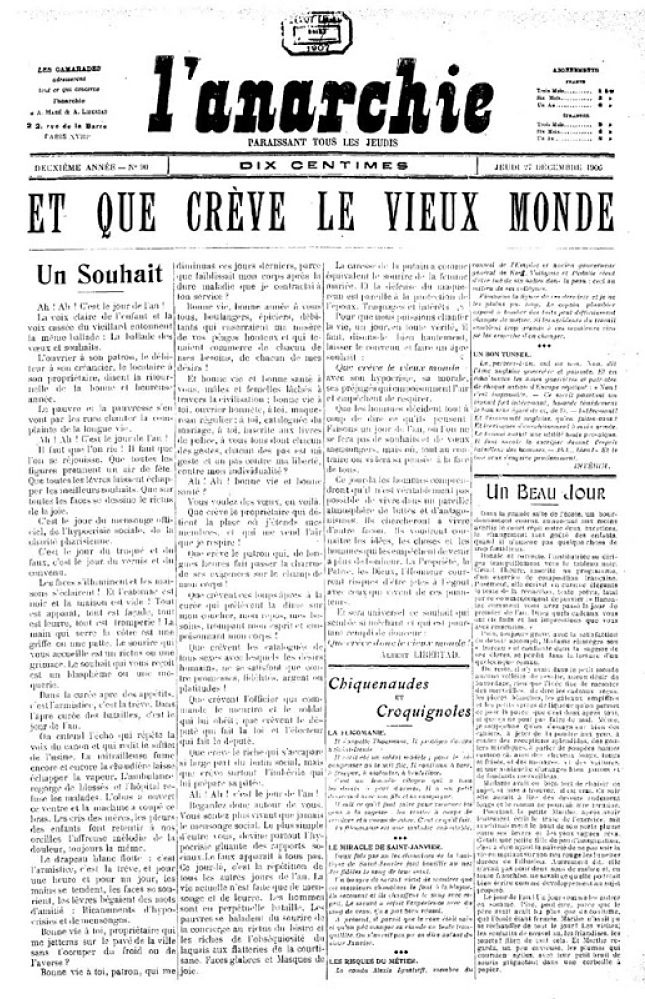
L'Anarchie, 27 décembre 1905

### En France
À l'origine de la presse anarchiste française, trois journaux, Les Temps Nouveaux, Le Libertaire et L'Anarchie, sont les plus répandus et sont le moyen principal d'informer les anarchistes et de leur permettre d'échanger des idées.
Censurés dès 1894 par les Lois scélérates permettant « l'incrimination de l'opinion anarchiste » et limitant la liberté de la presse, les journaux anarchistes furent l'objet d'une répression exceptionnellement dure. La loi du 28 juillet 1894 ayant pour objet de réprimer les menées anarchistes sera finalement abrogée le 23 décembre 1992 par publication au Journal officiel. C'est sans doute l'explication de l'utilisation massive du terme libertaire par la suite.
Dans les vingt années qui précèdent la première Guerre mondiale, l'anarchisme se développe et la presse libertaire avec lui : le nombre de journaux publiés ne change pas ou peu, mais leur fréquence de publication augmente. Le nombre de publications atteint son pic en 1893, puis diminue de moitié à la fin de la première guerre mondiale.
Les groupes sont très isolés et n'ont pas de presse régionale, seulement locale ou nationale ; les organismes régionaux se développent plutôt dans l'entre-deux-guerres, avant de disparaître à nouveau pendant la seconde guerre mondiale. En dehors de la brusque diminution de moitié pendant et juste après la première guerre mondiale, la diffusion reste stable jusqu'à 1939.
Après la seconde guerre mondiale, la diffusion diminue encore de moitié jusqu'à 1971.
Après 1968, si le nombre de publications change peu, plusieurs journaux à l'orientation plus spécifique naissent, comme Archinoir ou Occitanie Libertaire : ceux-ci se penchent sur l'activisme dans le monde du travail et tendent à ne plus considérer les communistes et marxistes-léninistes comme des ennemis, mais comme des alliés dans la lutte révolutionnaire.

## Titres de presse anarchiste

### En français

#### PresseCommuniste libertaire
- Acier inox, Journal régional, Le Mans, 1980-1981
- Arcane, publié par les Jeunesses anarchistes communistes, Paris, janvier 1967-octobre 1968
- Alternative libertaire, organe de presse mensuel d'Alternative libertaire puis de l'Union communiste libertaire, 1991-
- Bulletin de l’Internationale communiste libertaire
- Bulletin mensuel de la minorité de l’Union anarchiste-communiste
- Cafougnette est en colère, édité par le groupe communiste libertaire de la F.A de Valenciennes, 1982
- Cahiers Daniel Guérin, Publié par le cercle Daniel Guérin, Montreuil, 1989
- Courant Alternatif, mensuel de l'Organisation Communiste Libertaire
- Cause commune, NEFAC, Province de Québec[4]
- L'Humanitaire, Paris, 1841, considéré par Max Nettlau comme « le premier organe communiste libertaire ».
- L’Abasaire, Journal d'information et de combat des communistes libertaires de l'Aude (O.C.L.), Carcassonne, 1980
- La Guerre sociale, 1906
- Le Brûlot, Bull. de liaison édité par le groupe communiste libertaire de Reims, Reims, 1978-1983
- Le combat syndicaliste
- Le Communiste
- Le Communiste libertaire
- Le Libertaire (Algérie), « organe algérien communiste anarchiste », 1892
- Le Libertaire, « Organe de la Fédération Communiste Libertaire », 1953-1956
- Le Révolté, 22 février 1879-10 septembre 1887
- Noir et Rouge, 1956-1970
- Ruptures[4], revue de la NEFAC au Québec
- Ruptures, bulletin communiste libertaire de la Région Parisienne, affilié à l'OCL (1985-1994)
- Mouais (revue), bimestriel anarchiste de Nice

#### Presse de laF.A
- Actes, Bulletin du groupe Nestor Makhno, Saint-Étienne, 1980-1982
- Action libertaire, Revue édité par le groupe James Guillaume, Paris, 1986
- Améthore, sans frontière, lettre du secrétariat aux relations internationales, Saint-Étienne
- Antenne (Journal), Bulletin de la liaison professionnelle O.R.T.F., Paris, 1982-1986
- Antimilitarisme libertaire, Paris, 1981
- Anarchie pourquoi ?, Organe inter-groupes charentais, Angoulême, 1974
- Art&anarchie, édité par le groupe John Cage, Ille-sur-Têt, 2000-2011
- Autogestion (Journal), Édité par le groupe Lorion de Savigny-sur-Orge, Savigny-sur-Orge, 1978
- Aux actes citoyens, Édité par le groupe Benoît Broutchoux, Lille, 1989
- Bulletin intérieur de la F.A.
- Camisole, Périodique Édité par le groupe du 19e arrondissement, Paris, 1978
- L'Alternative, Édité par le G.A.E.L. (F.A. Laval), Laval, 1982
- L'Anarchie, Édité par le groupe Prudhommeaux, Meulan-Les-Mureaux, 1980
- L'Arbre est dans la graine, Édité par le groupe "Ni Dieu, ni maître" de Paris de l'U.A, Paris, 1990
- L'Arbre s'écroule, Édité par le groupe de Draveil et ses sympathisants, Draveil, 1978
- La Rue, trimestrielle, 1968-1986
- La Bête noire, édité par le groupe libertaire Voline, Strasbourg, 1974
- Le Besse, Édité par le groupe Élisée-Reclus, Angers, 1980
- Le Monde libertaire, organe mensuel puis hebdomadaire de la Fédération anarchiste

#### Presse Anarcho-syndicaliste
- Action anarcho-syndicaliste, Édité par l'association Pensée et Action, Toulouse, 1976
- Action directe, publié par les Jeunesses Syndicalistes Révolutionnaires, de novembre 1968 à juin 1969
- Action directe, Numéro sauvage de l'Union méditerranéenne de la C.N.T.-A.I.T., Perpignan, 1976
- Action directe, Édité par l'Union locale de la C.N.T., Lille, 1979-1980
- A.I.T. (journal), organe de l'AIT, Paris, Toulouse, Limoge, 1956-1965
- Anarcho-syndicaliste (l'), Groupe Fernand Pelloutier NANTES, puis Union des Anarcho-Syndicalistes
- Anarchosyndicalisme !, Journal de la CNT-AIT Midi-Pyrénées, Toulouse, 2007-
- Association internationale des travailleurs (Journal), Paris, 1953-1956
- Bulletin d’information de l’Association internationale des travailleurs
- Bulletin d’information C.N.T.-A.I.T.-F.A.I.
- Bulletin de l’A.I.T.
- Bulletin du Fonds de secours de l’A.I.T. pour les anarchistes et les anarcho-syndicalistes emprisonnés et exilés en Russie
- Espoir, Journal de la CNT-F AIT, Toulouse, 1962-1982[5]
- Espoir, Journal de la CNT-AIT Paris Nord, Paris, 2005-
- Feuille bimensuelle d’informations syndicales
- L'Avant-garde, Organe de la Fédération française de l'Association internationale des travailleurs, La Chaux-de-Fonds, 1877-1878
- L'Action syndicaliste, Organe intérieur de la Fédération syndicaliste française, Paris, 1945-1946
- L'Ami des Ouvriers
- L'Anarchie, journal de l'ordre, journal de l'Alliance ouvrière anarchiste, 1954-1997(?)
- L'Anarchie, c'est l'ordre, Organe de l'Union syndicale du travail anarchiste
- L'Anarcho-syndicaliste, Édité par le groupe Fernand Pelloutier de Nantes, Nantes, 1961-1973
- L'Anarcho-syndicaliste, Organe de l'Union des Anarcho-Syndicalistes, Nantes, 1975
- L'Union des Travailleurs
- La Jeune Garde des travailleurs
- La Voix du Travail
- Le Combat syndicaliste, journal de la Confédération générale du travail - Syndicaliste révolutionnaire,  1926-1939
- Le Combat syndicaliste, journal de la Confédération Nationale du Travail
- Le Réveil des mineurs, Pennsylvanie, 1er novembre 1890-septembre 1893
- Service d’information français de l’AIT
- Service de presse de l’AIT
- Solidaridad Obrera, Organe de la Confédération nationale du travail de la région catalogne-baléares, Barcelone, 1907-

#### Autres
- Acéphale
- A Contre Courant, Revue de littérature et de doctrine prolétarienne, Paris (?), 1935-1936
- A Corps Perdu, revue anarchiste internationale, 2008-... [lire en ligne]
- Action libertaire, Organe de la section française de la Fédération internationale des jeunesses libertaires, Paris, 1963-1965, [lire en ligne], notice.
- Action directe, Journal des travailleurs libertaires de la région nord, Lille, 1976
- Action libre
- Agora (journal), Informations libertaires internationales, Toulouse, 1980-1986
- Ainsi squattent-ils, Journal issu de la lutte des maisons occupées du 19e arrondissement, Paris, 1982-1983
- Air libre, Revue orgasmique lycéenne à l'apparence négative, Paris, 1984-1986
- AKT, Lille, 1993-1995
- Allons enfants de l'anarchie, Rencontres libertaires internationales, Lyon, 1988
- Alternative Libertaire Belgique, mensuel dont le titre est, dès le premier numéro en 1975 : Alternative Libertaire (sans autre mention), Bruxelles et Liège (1975-2003)[6]
- Alternative libertaire - 49, Édité par la F.A, le Comité d'action et de réflexion contre la militarisation, l'U.T.C.L, Angers, 1983
- Alternative libertaire aux PTT, Paris, 1977
- Amitié (journal)
- Anarchisme et non-violence, Paris, 1965-1973[7]
- Anarchives, Bulletin de la Fédération internationale des centres d'études et de documentation libertaires (F.I.C.E.D.L.), Paris, 1979-1981
- Anarfac, Les cahiers de la CLÉA (Coordination des lycéens et étudiants anarchistes), Paris, 1985-1987
- Anarfac-agitation, Édité par la CLÉA, 1987-1989
- Anarkhia[4], Montréal
- Apache (Journal), Journal réalisé par des scalpeurs(ses) de Paris, Champigny, 1991-1995
- A parte (Journal), Édité par le collectif libertaire Censier, Paris, 1984-1985
- Après l’boulot
- À quand ? l'anarchie, Cannes
- Assemblée générale (journal), Publication anarchiste, Paris, 1980-1982
- Attention ça déborde, 1985
- Au libre olibrius, Houilles, 1994
- Autogestion distributive, Édité par le M.A.D, Bobigny
- Autonomie (Journal), Paris, 1979
- Avis de recherche (Journal), Bulletin d'insoumission totale, Paris, 1978-1986
- Barabajagal, Bimensuel d'expression libre rédigé par les jeunes en lutte et en révolte - Écologique et libertaire, Thiais, Orly, Le Mayet-de-Montagne, 1972-1978
- Basta, Toulouse, 1976
- Bibliothèque de l’artistocratie
- Bitume, Amiens, 1985-1986
- Blâme
- Boum, Bulletin des groupes anarchistes normands, Le Havre, 1965-1968
- Brisons nos chaînes, Édité par le R.A.T. (Réseau pour l'abolition de la télévision), Paris, 1991
- Brug
- Bulletin anarchiste : nouvelle série, Organe de liaison des anarchistes (UFA), La Chapelle-Gauguin, 1967-1968
- Bulletin contre-information prison, Fil rouge, Paris, 1981
- Bulletin C.R.I.F.A., Paris, 1979-1989
- Bulletin de contre-info en Cévennes [lire en ligne]
- Bulletin de la commission pro congresso
- Bulletin du Cercle libertaire des Étudiants
- Bulletin du Comité de Défense Sociale
- Bulletin du Groupe Sébastien Faure
- Bulletin international anarchiste
- Bulletin international des syndicalistes révolutionnaires et industrialistes
- Bulletin of the Anarchist Red Cross
- Bulletin mensuel du Comité de défense des révolutionnaires emprisonnés en Russie
- Bulletin mensuel du Comité de secours aux anarchistes persécutés en Bulgarie
- Буревестник : орган русских анархо-коммунистов. - Genève, 1906-1907 (réd. Emmanuel-M. Daïnow) ; Paris, 1908-1910 (réd. Nicolas-I. Musil)
- Café noir (Journal), Expresso de la coordination libertaire de Lyon, Lyon, 1981-1983
- Cahiers Clash, Montrouge, 1982
- Cahiers de Contre-courant
- Cahiers de l'humanisme libertaire, Revue mensuelle d'études sociologiques, Paris, 1963-1976
- Cahiers du C.P.C.A., Villeneuve-Saint-Georges, 1980-1981
- Cahiers Max Nettlau, Bulletin de recherches sur la théorie, l'histoire et la bibliographie du mouvement anarchiste international, Viry-Châtillon, 1980-1982
- Camouflage, Houilles, 1982-1988
- Canard libertaire, Nice, 1993
- Ce qu'il faut dire, antimilitariste et pacifiste libertaire
- Cette Semaine [lire en ligne]
- Ciencia Social
- Combat syndicaliste
- Commission d’Initiative pour le Congrès anarchiste international
- Commission internationale pour l’aide aux réfugiés espagnols
- Contre-Courant
- Controverse, Cahiers libres d'études sociales
- CQFD
- Criminologia moderna
- Défense de l’Homme
- Demanarchie[4], 1994-1997
- Droit d'asile
- Mačko Dràgàn  journaliste, auteur et activiste anarchiste
- El Productor
- Entre nous (journal)
- Espagne antifasciste
- Études anarchistes
- Germinal, Organe Libertaire
- Guerre au fascisme
- Guerre au Paradis, [lire en ligne]
- Hé...Basta !, 1994-1998
- Hors service [lire en ligne]
- Hors d'Ordre, 1992-1996[4]
- Icare
- Incendo
- Informations d’Espagne''
- Infos et analyses libertaires
- Iztok revue libertaire sur les pays de l’Est
- Jeune révolutionnaire
- Jeunes libertaires
- Jeunesse anarchiste
- L'Acariâtre, Soissons, 1979-1980
- L'Action antimilitariste, Marseille, 1904-1905
- L'Action d’art, Paris, 1913
- L'Action libertaire, Paris, 1933-1934
- L'Affranchi, 1988-1994
- L'Agitateur, Marseille, 1892-1897
- L'Agitateur, Journal d'expression libertaire du groupe anarchiste d'Aubenas, Aubenas, 1980-1984
- L'Alarme, Lyon, 1884
- L'Aller-r'tour, Paris, 1975-1981
- L'Aminoir, Journal d'expression libertaire région Nord-Picardie, Lille, 1980-1981
- L'Anar, Bulletin intérieur du groupe de Saint-Étienne, Saint-Étienne, 1954-1964
- L'Anarchie, individualiste, Paris, 1905-1914 (484 numéros[8])
- L'Anarchie, journal de l'ordre, 1er série en 1850, considéré comme le premier journal anarchiste, 2e série en 1890-91.
- L'An-Archiste, Bruxelles, 1898-1899.
- L'Anarchiste, Bulletin intérieur de la commission d'études anarchistes, Malakoff, 1952
- L'Anarcho, Nantes, 1973-1980
- L'Art libre
- L’Art social, 1891-1892, 1896, notice, texte intégral.
- L'Ascenseur, Chennevières, 1980-1993
- L'assommoir, Paris, 1978-1985
- L'Aurora, Cuba, 1865
- L'Autonomie Individuelle, Paris 1887-1888
- L'Avant-garde cosmopolite, Paris, 1887
- La Nuit[4]
- L'Effort
- L'Émeute
- L’En-dehors, d'Zo d'Axa (1892-1893)
- L’En-dehors, d'Émile Armand (1922-1935)
- L’Ennemi du Peuple esclave
- L’Entente anarchiste
- L’Ère Nouvelle
- L’Espagne nouvelle
- L'Étendard révolutionnaire
- L'Étoile du Kansas
- L'Étoile des pauvres et des souffrants
- L'Éveil des jeunes libertaires
- L'Éveil social
- L'Exploité
- Le Q-Lotté[4]
- L'Humanité nouvelle
- L'Hydre anarchiste[9]
- L'Idea
- L'Idée anarchiste
- L'Idée libre (1911)
- L'Insurgé[10]
- L'Ordre naturel
- L'Ordre social
- L'Unique
- La Brochure mensuelle
- La Cannibale, Revue anarchiste, culturelle, mordante, Paris, 1987
- La Cavale
- La Chronique
- La Clameur
- La Cravache
- La Crise sociale
- La Débâcle sociale (1896, Ensival, Belgique)
- La Feuille
- La Lutte anticolonialiste
- La Lutte sociale
- La Mauvaise herbe, Québec[4]
- La Mêlée
- La Mouette Enragée, Boulogne sur mer
- La Nouvelle Espagne antifasciste
- La Patrie humaine
- La Plèbe
- La Rebelión
- La Révolte
- La Révolution prolétarienne
- La révolution sociale
- La Revue anarchiste
  - La Revue anarchiste (1922-1925)
  - La Revue anarchiste (1929-1936)
- La Revue blanche, 1889-1903
- La Revue internationale anarchiste
- La Revue libertaire
- La Société Nouvelle
- La Solidaridad
- La Torpille
- La Tribune libre
- La Tribune populaire
- La Vie Littéraire et Artistique
- La Vie Naturelle
- La Voie de la Paix
- La Voix libertaire
- Le Bagnolais libertaire, Édité par le groupe autonome "Le Pastis, l'amour et la révolution d'abord", Nîmes, 1974
- Le Bandit du Nord, 1890, notice, texte intégral.
- Le Barrage
- Le Bonnet rouge
- Le Bourbonnais libertaire, Mensuel d'expression libertaire distribué gratuitement, Moulins, 1982
- Le Bric à brac à Saint Broc, Journal local d'expression directe, Saint-Brieuc, 1978
- Le Brûlot, Pamphlet rédigé par Gustave Arthur Dassonville, Bagnolet, 1936-1997
- Le Caillou dans la fronde, Journal périgourdin d'expression libertaire, Périgueux, 1982-1983
- Le Ça ira, Organe anarchiste, Paris, 1888-1889
- Le Canarchie, Édité par le groupe libertaire stéphanois, Saint-Étienne, 1978-1979
- Le Cancre las, Revue de la coordination des libertaires dans l'éducation, Gennevilliers, 1980
- Le Chat déchaîné, organe de la Fédération libertaire des montagnes[11], Suisse
- Le Combat
- Le Cravacheur
- Le Cri du Cheminot
- Le Défi
- Le Drapeau noir
- Le Droit anarchiste
- Le Droit social
- Le Falot, 1914 à 1927[12]
- Le Flambeau (1901-1902)
- Le Flambeau (Bruxelles) (1902)
- Le Flambeau (Alger) (1923-1926)
- Le Flambeau (Brest) (1927-1934)
- Le Journal du Peuple
- Le Libertaire
- Le Libertaire, Bruxelles, 1893-1894
- Le Lien
- Le Malthusien
- Le Naturien
- Le Néo-naturien
- Le P'tit Rouge de Touraine, 1975[13]
- Le Père Peinard
- Le Pionnier
- Problemen, 1971-1989
- Problemen/Problemot, revue bilingue (yiddish et hébreu), Tel-Aviv (Israël), 1959-1971
- Le Rail enchaîné
- Le Réfractaire (1974-1983)
- Le Réveil anarchiste
- Le Réveil libertaire
- Le Réveil de l’esclave
- Le Réveil du Bâtiment
- Le Revendicateur
- Le Semeur
- Le Socialiste
- Le Syndicaliste révolutionnaire
- Le Tam Baz
- Le Trait-d’Union Libertaire
- Lettre anarchiste
- Le Trouble, Québec, 2000-2005[4]
- Le Végétalien
- Les Cahiers des Amis d'Aristide Lapeyre, Édité par les Amis d'Aristide Lapeyre, Bordeaux, 1985-1988
- Les Cahiers des Amis de Han Ryner, Édité par les Amis de Han Ryner, Les Pavillons-sous-Bois, 1946
- Les Cahiers de l'hérésie contemporaine, Dans un monde sans aventure, la seule aventure c'est de le détruire, Bordeaux, 1980
- Les Cahiers de Terre libre, Nîmes, 1936-1938
- Les Cahiers du doute, Paris, 1987-1988
- Les Cahiers du socialisme libertaire, Revue mensuelle d'études sociologiques, Neuilly-sur-Seine, 1955-1963
- Les Cahiers du Vent du ch'min, Revue d'expression populaire, Saint-Denis, 1982-1985
- Les Causeries populaires
- Les Humbles
- Les Nouvelles pacifistes
- Les Plébéiennes
- Les Primaires
- Les Temps nouveaux
- Libération,1927-1936, Jules Vignes
- Liberté (Journal)
- Lucifer
- Lu dans la Presse libertaire syndicaliste espagnole
- Maintenant
- Même pas peur [lire en ligne]
- Monde nouveau
- Mouais, le mensuel dubitatif... Quoique
- Ni Dieu ni maître
- Non Fides
- Notre Voix
- Offensive, journal de l'Offensive libertaire et sociale
- Par Delà la Mêlée
- Pendant la Mêlée
- Pensée et Action
- Plus Loin
- Publication de la Révolte et des Temps Nouveaux
- Rebelles, 1989-2001[4]
- Rectitude
- Réveil, Journal social anarchiste
- Révolté
- Service de Presse de l’Internationale antimilitariste
- Service de Presse de la Commission internationale antimilitariste
- Service de Presse du Bureau international antimilitariste contre la guerre et la réaction
- Soleil Noir
- Terre libre, périodique de l’Alliance libre des anarchistes du Midi. Dispose d'une édition nord-africaine rédigée par Saïl Mohamed[14].
- Tout doit partir
- Vidange

### En espagnol

#### Presse Anarcho-syndicaliste
- A Voces, journal de la Section de Alcorcón de Solidaridad Obrera, Espagne, 1989
- CNT (journal) (es), journal de la CNT-AIT, 1932-présent
- Contramarcha, , journal de la Section de  Metro Solidaridad Obrera, Espagne, 1989
- El Cantón Revolucionario, journal de la Section de  Limpieza de Solidaridad Obrera, Espagne, 1989
- El Piquete, , journal de la Section de  Oficios Varios Solidaridad Obrera, Espagne, 1989
- El Solidario, Revista Confederación Sindical Solidaridad Obrera, Espagne, 1989
- Fragua Social (es), journal de la CNT de Catalogne, 1936-1939
- Rojo y Negro, Journal mensuel de la Confédération générale du travail[15],[16], Espagne, 1984-présent
- Solidaridad Obrera, organe de la CNT-AIT, 1907-présent
- Solidaritat, , journal de la  Fedéración Local de Tarragonade  de Solidaridad Obrera, Espagne, 1989
- La Tiza Libertaria, journal de la Section de Enseñanza de Solidaridad Obrera, Espagne, 1989

#### Argentine
- Acción Directa, organe de Resistencia Libertaria (en), 1973
- Acción Libertaria, organe de la Federación Libertaria Argentina, 1933-1985
- Alba Roja, Bahía Blanca, 1917
- ¡A prepararse!, Buenos Aires, 1912
- Brazo y Cerebro, Bahía Blanca, 1916
- Ciencia Social, 1897-1899
- Demoliamo (es), premier journal anarchiste de la ville de Rosario
- El Burro Buenos Aires, periodique anticlérical, 1918
- El Combate, Chacabuco, 1913
- El Descamisado (periódico anarquista) (es), 1879-1887
- El Libertario
- El Libertario
- El Manifiesto, Buenos Aires, 1912
- El Oprimido (es), Lujon et Buenos Aires
- El Obrero, Buenos Aires, 1913
- El Precursor, Chacabuco, 1909
- El Perseguido (es), Buenos Aires, premier journal anarchiste argentin publié régulièrement, 18 mai 1890-1897
- El Proletario, Córdoba, 1907
- El Revolucionario, 1895
- El Soldado, 1919, periodique antimilitariste
- El Sol, 1921
- El Trabajo, Buenos Aires, 1906
- Frente Proletario, 1920
- Frente Unico, 1920
- Francisco Ferrer (revista), Buenos Aires, 1911
- Fulgor, Buenos Aires, 1906
- Germinal, 1897-1898
- Germinal, Tucumán, 1909
- Humanidad, San Juan, 1917
- Iconoclasta, Buenos Aires, 1908
- Ideas (quincenario anarquista) (es), La Plata, 1917-1928
- J'Accuse, Buenos Aires, 1907
- Justicia, 1942
- Labor, Buenos Aires, 1907
- La Anarquía, La Plata, 1895
- La Antorcha (es), 25 mars 1921-9 décembre 1932
- La Batalla (Argentina) (es), 7 mars 1910-13 mai 1910
- La Escuela Popular, Buenos Aires, 1912
- La Federación Obrera, Rosario, 1896
- La Fuerza de la Razón, Chivilcoy, 1896
- La Liberté Argentine
- La Libre Iniciativa, Rosario, 1895
- La Rebelión, Rosario, 1913
- La Obra, 1917-1919
- La Organización Obrera, édité par la FORA
- La Simiente, La Plata, 1913
- La Plebe
- La Protesta (es), Buenos Aires, 1897-
- La Questione Sociale (Argentina) (es), 1885-1886
- La Revolución Social (es)
- La Verdad Rosario, 1896
- La Verdad, Santa Fe, 1916
- La Voz de la Mujer
- La Voz del Esclavo, Punta Alta, 1913
- ¡Libertad!, Buenos Aires, 1997-
- Libre Palabra Laboulaye, 1913
- Los Tiempos Nuevos, 1900
- Luz y Vida, Buenos Aires, 1908
- Nervio (revista), 1942
- Ni Dios ni amo, 1896
- Nubes Rojas, Junín (Buenos Aires), 1917
- Nuevos Rumbos, Mendoza, 1913
- Nuestra Tribuna, Necochea
- Odios, Tucumán, 1913
- Pampa Libre, General Pico, 1922-1930
- Rumbo Nuevo, Buenos Aires, 1906
- Reconstruir, organe de la FLA, 1946-1976
- Solidaridad Obrera, 1941, édité par la FACA
- Socorro, 1915
- Tierra Libre, Rosario, 1913
- Tribuna Proletaria, 1920
- Vida Nueva, 1903-1904
- Voces Proletarias, Campana, 1915

#### Espagne
- Acracia, janvier 1886-juin 1888
- Amor y Rabia (es), organe anarchiste de Valladolid, 1995-2003, 2013-...
- Bandera Social (es), Madrid, 1885-1887
- Briega (es), 9 août 2004-présent
- L'Ami du peuple (es), journal du Groupe des amis de Durruti, 1937-1938
- El Orden (Madrid) (es), 1875-1878
- El Productor (es), 1887-1906
- Estudios, 1922-1937
- La Federación (en), 1869-1874
- Iniciales (en), revue Anarchisme individualiste, février 1929-mai 1937
- La Revista Social (es), 1872-1884
- La Revista Blanca, 1898-1905 et 1923-1936
- La Solidaridad (Madrid) (es), 15 janvier 1870-21 janvier 1871
- La Voz del Campesino, Barcelone, 1913-1919https://archive.org/details/REVISTA_LA_VOZ_DEL_CAMPESINO/LA%20VOZ%20DEL%20CAMPESINO-42-02_JULIO-1932/
- Los Descamisados (España) (es), 30 mars 1873-12 juin 1873
- Los Desheredados (periódico) (es), 1882-1886
- Revue Mujeres Libres, journal des Mujeres Libres, 1936-1938
- Ruta
- Titán (periódico) (es), journal du Comité régional des jeunesses libertaires de l'Aragon, mai 1937-août 1937
- Tierra y Libertad
- Todo Por Hacer Publication anarchiste mensuel, Madrid 2011-

#### Autres
- Acción Libertaria (es)
- El Rebelde (es), Rosario, 1906, Madrid 1904, Barcelone 1907
- El Surco, Santiago, 2009-
- Germinal Libertariohttps://archive.org/details/germinaluy1906/1906-04-01/
- La Batalla (revista) (es), Uruguay, 1915-1934
- Los Parias (es), Pérou, 1904-1910
- Punto Rojo, El Paso (Texas), 1909-1910
- Regeneración, organe du Parti libéral mexicain
- Revolución (periódico de Los Ángeles) (es), Los Angeles, Californie, 1907-1908

### En anglais
| Titre                                   | Format              | Lieu                                                                 | Dates de publication          | Note                                                                          |
| --------------------------------------- | ------------------- | -------------------------------------------------------------------- | ----------------------------- | ----------------------------------------------------------------------------- |
| Alternative Press Review (en)           | Irrégulier          | Columbia (Missouri) (États-Unis)                                     | Automne 1993                  |                                                                               |
| Anarchy: A Journal of Desire Armed (en) | trimestriel         | Berkeley, Californie, originaire de Columbia (Missouri) (États-Unis) | 1980–présent                  |                                                                               |
| Anarchist Studies                       | biannual            | Londres (Royaume-Uni)                                                | 1993–présent                  |                                                                               |
| Anarcho-Syndicalist Review              | Trimestriel         | États-Unis                                                           | 1986–présent                  | Magazine de théorie et de pratique anarcho-syndicaliste                       |
| Anarchy (magazine) (en)                 | mensuel             | Londres (Royaume-Uni)                                                | mars 1961-décembre 1970       | publié par Freedom Press                                                      |
| Anarchist Age Weekly Review             |                     | Melbourne, Australie                                                 | 1986–présent                  |                                                                               |
| Abolishing the Borders from Below (en)  | bimensuel           | Berlin                                                               | 2001-2010                     |                                                                               |
| Black Rose                              |                     | Boston, Massachusetts (États-Unis)                                   | 1970s-1980s                   |                                                                               |
| Black Flag (journal) (en)               | annuel              | Royaume-Uni                                                          | 1970–2006                     |                                                                               |
| Counter Information                     | Semestriel          | Édimbourg (Écosse)                                                   | 1984–2004                     |                                                                               |
| Class War (en)                          | Journal irrégulier  | Londres (Royaume-Uni)                                                | 1983–présent                  |                                                                               |
| Direct Action                           | magazine semestriel | Manchester (Royaume-Uni))                                            | 1996–présent                  |                                                                               |
| Fifth Estate                            | magazine Tri-annuel | Détroit                                                              | 1965–présent                  |                                                                               |
| Free Society                            |                     | San Francisco (États-Unis)                                           | 1897–1904                     |                                                                               |
| Freedom                                 | Biweekly tabloïd    | Londres (Royaume-Uni)                                                | 1886-actuellement             |                                                                               |
| Green Anarchist (en)                    |                     | Royaume-Uni                                                          | 1984–présent                  |                                                                               |
| Green Anarchy                           | Biannuelle          | Eugene, Oregon                                                       | 2000-2009                     | journal anti-civilisationnel de théorie et d'action                           |
| Heatwave (magazine) (en)                | mensuel             |                                                                      | juillet et septembre 1966     | journal socialiste libertaire                                                 |
| Ideas and Action (en)                   | Magazine            | États-Unis                                                           | 1981–1997                     |                                                                               |
| Liberty                                 | Bihebdomadaire      | Boston, États-Unis                                                   | 1881–1908                     | anarchisme individualiste                                                     |
| Love and Rage/Amor y Rabia              | Journal irrégulier  | États-Unis                                                           | 1990–1996                     |                                                                               |
| Lucifer, Le Porteur de Lumière          | Hebdomadaire        | Valley Falls, Kansas et Chicago, Illinois (États-Unis)               | 1883–1907                     |                                                                               |
| Libero International                    | Irrégulier          | Kobe (Japon)                                                         | 1974–1980                     | six numéros                                                                   |
| Libertarian workers bulletin            |                     | Melbourne (Australie)                                                | 1977-1986                     |                                                                               |
| Mother Earth                            | Mensuel             | États-Unis                                                           | 1906–1917                     |                                                                               |
| Organise!                               | magazine semestriel | Royaume-Uni et Irlande                                               | 1988–actuellement             |                                                                               |
| Our Generation (en)                     | Semestriel          | Montréal (Canada)                                                    | 1961–1994                     |                                                                               |
| Road to Freedom (en)                    | Journal             | New York (États-Unis)                                                | 1927–1931                     |                                                                               |
| Spain and the World                     | bimensuelle         | Grande Bretagne                                                      | décembre 1936 - décembre 1938 | publié par Freedom Press en soutien à la révolution sociale espagnole de 1936 |
| The Agitator (1910-1912) (en)           |                     |                                                                      | 1910-1912                     |                                                                               |
| The Arousal (en)                        | Bulletin            | Pakistan                                                             | 1988–1991                     |                                                                               |
| The Alarm                               | Hebdomadaire        | Chicago (États-Unis)                                                 | 1884–1888?                    |                                                                               |
| The Anarchist (en)                      | Mensuel             | Londres (Royaume-Uni)                                                | 1885-1888                     |                                                                               |
| The Blast (en)                          | Bihebdomadaire      | San Francisco, Californie (États-Unis)                               | 1916–1917                     |                                                                               |
| The Match!                              | magazine irrégulier | Tucson, Arizona (États-Unis)                                         | 1969–présent                  |                                                                               |
| The Peaceful Revolutionist              |                     | Cincinnati, Ohio (États-Unis)                                        | 1833                          |                                                                               |
| Perspectives on Anarchist Theory (en)   | magazine semestriel | Washington, DC (États-Unis)                                          | 1996–présent                  |                                                                               |
| Profane Existence (en)                  | Zine irrégulier     | Minneapolis, Minnesota (États-Unis)                                  | 1989–présent                  |                                                                               |
| Rebel Worker (en)                       | bimensuel           | Sydney, Australie                                                    | 1982–présent                  |                                                                               |
| Resistance                              | bulletin Mensuel    | Londres (Royaume-Uni)                                                | 1998–présent                  |                                                                               |
| Social Anarchism (journal) (en)         | irrégulier          | Baltimore, Maryland (États-Unis)                                     | 1981-présent                  |                                                                               |
| Solidarity                              | Anglais             | Londres (Royaume-Uni)                                                | 1960–1992                     |                                                                               |
| The Defenestrator                       | Journal irrégulier  | Philadelphie, Pennsylvanie (États-Unis)                              | 1998–présent                  |                                                                               |
| The Word                                | Mensuel             | Princeton, Cambridge (États-Unis)                                    | 1872–1890 1892–1893           | mensuel anarchiste individualiste américain                                   |
| Black Mask                              |                     | New York (États-Unis)                                                | 1966–1968                     |                                                                               |
| Vanguard                                | Mensuel             | New York (États-Unis)                                                | 1932–1939                     |                                                                               |
| War Commentary                          | bimensuel           | Londres                                                              | 1939-1945                     | Le seul organe de presse antimilitariste dans le Royaume-Uni en guerre.       |

### En allemand
| Titre                      | Format                      | Lieu                          | Dates de publication             | Note                                                     |
| -------------------------- | --------------------------- | ----------------------------- | -------------------------------- | -------------------------------------------------------- |
| Chicagoer Arbeiter-Zeitung | Tri-Hebdomadaire Quotidien  | Chicago                       | 1877-1931                        | quotidien des anarchistes allemands de Chicago           |
| Der arme Teufel (en)       |                             | Détroit                       | 1884-1900                        | 822 numéros                                              |
| Der Eigene                 |                             | Berlin                        | 1896-1932                        | première revue homosexuelle qui soit parue dans le monde |
| Der Syndikalist            | hebdomadaire (le samedi)    | Allemagne                     | 1918-1932                        | organe de l'Union libre des travailleurs d'Allemagne     |
| Der Ziegelbrenner          |                             | Munich et Cologne             | 1er septembre 1917-décembre 1921 | 13 numéros                                               |
| Der Einzige (en)           | hebdomadaire sporadiquement |                               | 1919-1925                        |                                                          |
| Der Ziegelbrenner          |                             | Munich (République de Weimar) | 1917–1921                        |                                                          |
| Die Aktion                 | Périodique Hebdomadaire     | Allemagne                     | 1907–1932                        |                                                          |
| Die Einigkeit              | hebdomadaire                | Allemagne                     | 19 juin 1897-8 août 1914,        | organe de l'Association Libre des Syndicats Allemands    |
| Die Freiheit               |                             | Londres                       | 4 janvier 1879-13 aout 1910      | organe international des anarchistes de langue allemande |
| Direkte Aktion (en)        | bimensuel                   |                               | 1977–présent                     |                                                          |
| Graswurzelrevolution (en)  | Mensuel                     | Münster Allemagne             | 1972–présent                     |                                                          |
| Schwarzer Faden (en)       | trimestriel                 |                               | 1980-2004                        |                                                          |

### EnNéerlandais
| Titre         | Format               | Lieu                  | Dates de publication |
| ------------- | -------------------- | --------------------- | -------------------- |
| De Moker (en) |                      | Pays-Bas              | 1923–été 1928        |
| De AS (en)    | magazine trimestriel | Pays-Bas              | Décembre 1972–2020   |
| Directe Actie | magazine trimestriel | Amsterdam, (Pays-Bas) | 2001–présent         |

### En russe
| Titre                   | Format                                             | Lieu                        | Dates de publication | Note                                                       |
| ----------------------- | -------------------------------------------------- | --------------------------- | -------------------- | ---------------------------------------------------------- |
| Avtonom                 | magazine trimestriel                               | Russie                      | 2000?–présent        |                                                            |
| Anarkhiia (en)          | Hebdomadaire                                       | Moscou                      | 1917–1921            | publié par la Fédération des groupes anarchistes de Moscou |
| Burevestnik (1906) (en) |                                                    | Paris                       | 1906-1910            |                                                            |
| Golos Truda             | Mensuel, Hebdomadaire, plus tard journal quotidien | New York, Petrograd, Moscou | 1911–1919            |                                                            |
| Dielo Trouda            | Mensuel                                            | Paris                       | 1925-1939            |                                                            |

### En italien

A/Rivista Anarchica.

| Titre                          | Format                 | Lieu                                              | Dates de publication              | Note                     |
| ------------------------------ | ---------------------- | ------------------------------------------------- | --------------------------------- | ------------------------ |
| A/Rivista Anarchica            | Mensuel                | Italie                                            | 1971–2020                         |                          |
| Cronaca Sovversiva             |                        | Barre (1903-1912) Lynn (1912-1918) Turin (1920-?) | 1903–1918                         | Interdit en juillet 1918 |
| Il Pensiero                    | bimensuelle            | Rome (Italie)                                     | 25 juillet 1903-1911              |                          |
| L' Adunata dei refrattari (en) |                        | New York                                          | 1922-1971                         |                          |
| Sicilia libertaria             | trimestriel mensuel    | Turin (Italie)                                    | 1977–présent                      |                          |
| Umanità Nova                   | Quotidien Hebdomadaire | Italie                                            | 26 février 1920–1922 1945–présent |                          |

### En Yiddish
| Titre                   | Format       | Lieu                    | Dates de publication           |
| ----------------------- | ------------ | ----------------------- | ------------------------------ |
| Arbeter Fraynd (en)     |              | Londres (Royaume-Uni)   | juillet 1885-1915              |
| Dos Fraye Vort (pt)     |              | Liverpool (Royaume-Uni) | juillet 1898-17 septembre 1898 |
| Fraye Arbeter Shtime    | Hebdomadaire | New York                | 1890-1977                      |
| Germinal (journal) (en) |              | Londres (Royaume-Uni)   | 1900–1903 1905–1908            |

### Portugais
- Ação Direta (pt)
- O Amigo do Povo (pt)
- Aurora (revista anarquista) (pt)
- A Batalha (pt)
- O Combate (Curitiba) (pt)
- O Combate (São Paulo) (pt)
- Germinal-La Barricata (pt)
- O Inimigo do Rei (pt)
- A Lanterna (pt)
- O Protesto (pt)
- A Sementeira (pt)
- Spártacus (periódico) (pt)
- O Trabalho (periódico) (pt)
- A Vida (pt)
- A Voz do Trabalhador (pt)

### Autres langues

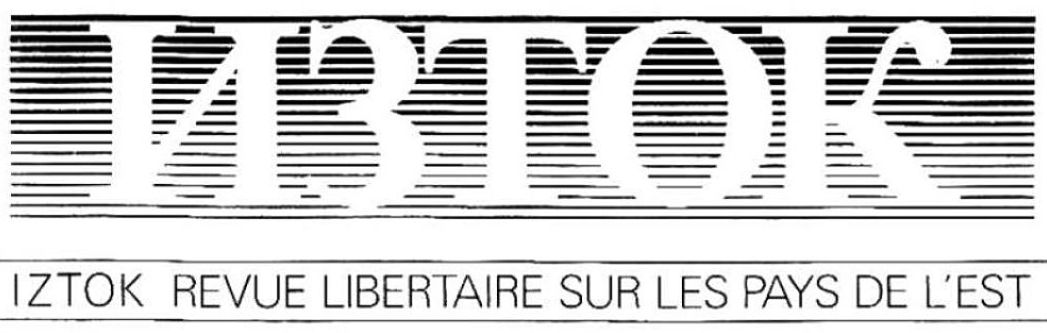
Iztok.

| Dates de publication | Titre                                                              | Format                 | Langue                                                          | Lieu            |
| -------------------- | ------------------------------------------------------------------ | ---------------------- | --------------------------------------------------------------- | --------------- |
| 1922–présent         | Arbetaren                                                          | Journal hebdomadaire   | Suédois                                                         | Suède           |
| 1992-April 1999      | Ateş hırsızı (en)                                                  |                        | Turc                                                            | Turquie         |
| 1898–présent         | Brand (magazine) (en)                                              |                        | Suédois                                                         | Suède           |
| 1970–présent         | Gateavisa (en)                                                     | journal                | Norvégien                                                       | Oslo            |
|                      | Heimin shinbun                                                     |                        | japonais                                                        | japon           |
| 1979-1991            | Iztok                                                              | publication irrégulier | français, allemand, hongrois, polonais, roumain, bulgare, russe | France          |
| 1881-1893            | La Tramontana (es)                                                 |                        | Catalan                                                         | Espagne         |
| 1988-–présent        | Ekintza Zuzena,                                                    | Revue annuel           | Basque                                                          | Bilbao, Espagne |
| 2017–présent         | Catalunya (revista) (es)                                           | mensuel                | Catalan                                                         | Espagne         |
| 1908                 | Hengbao (衡報 = Equity, L'Equité)                                  | Trimensuel             | Chinois                                                         | Tokyo (Japon)   |
| 1937–1940            | Jingzhe (Chengdu) (en)                                             | Journal                | Chinois                                                         | Chengdu (Chine) |
| 1990–présent         | Pensée libre                                                       | mensuel                | bulgare                                                         | Bulgarie        |
| 1907-1908            | Tianyi (ou Tianyi bao 天義報 = Natural Justice, Justice naturelle) | Bimensuel              | Chinois                                                         | Tokyo (Japon)   |
| 2002–présent         | Route for Freedom                                                  | Mensuel                | Grecque                                                         | Grèce           |

## Titres de presse anarcha-féministe
- La mère éducatrice (en)

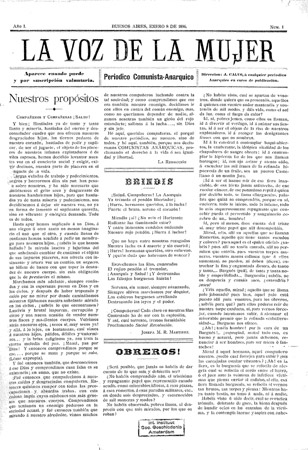
La Voz de la Mujer, 1896.

- La Voz de la Mujer, (Buenos Aires, 1896-1897) de Virginia Bolten ;
- L'Exploitée (Lausanne, 1907-1908) de Margarethe Faas-Hardegger ;
- Tian Yi Bao (Justice naturelle, Tokyo, en chinois, 1907) de He Zhen et de son compagnon ;
- The Woman Rebel (New York, 1914) de Margaret Sanger ;
- Seitō (Bas-Bleu, Japon, vers 1920) de Noe Itō ;
- Mujeres Libres, (Femmes Libres, Espagne 1936-1939).

## Bibliographie et sources

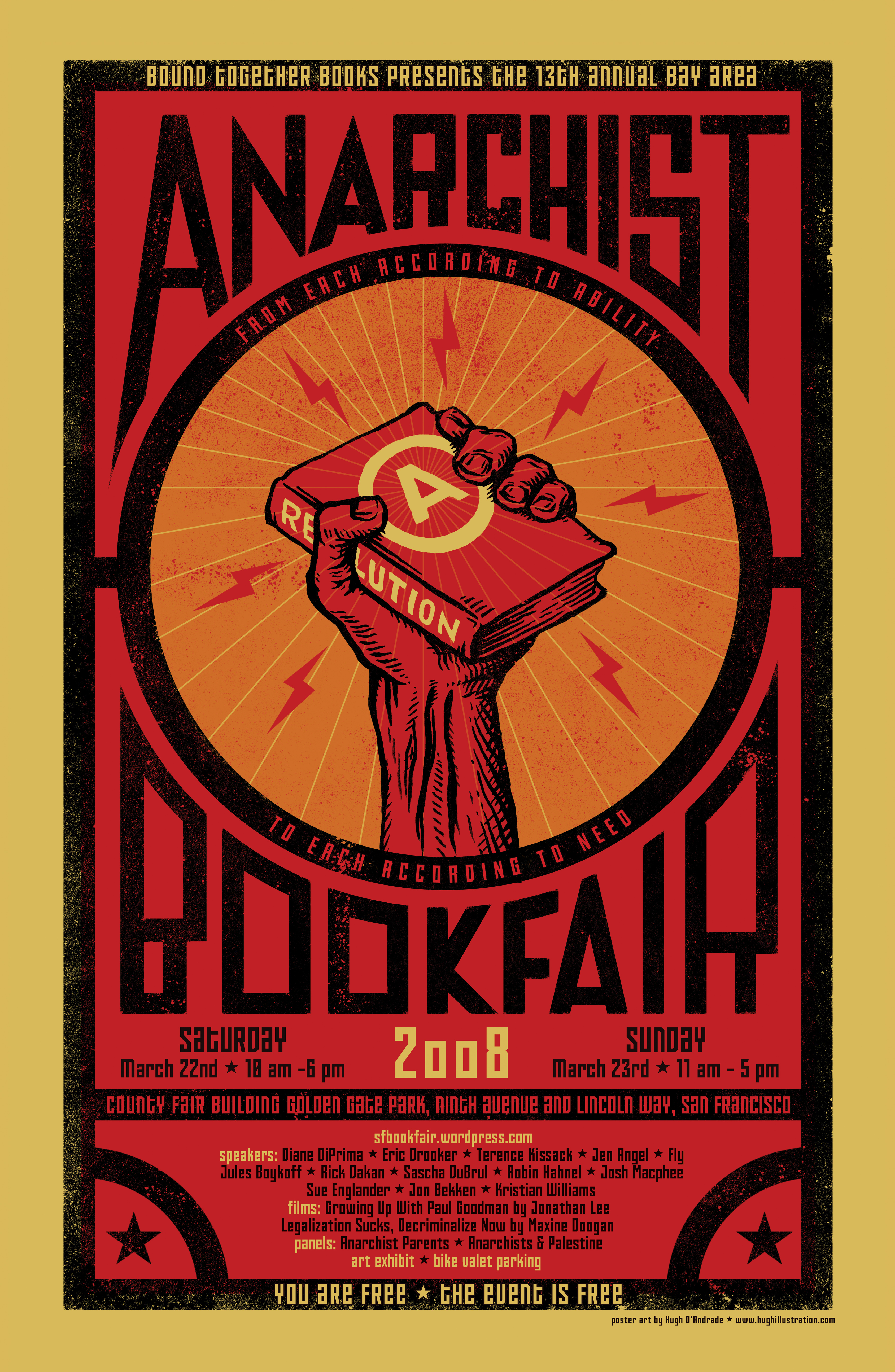
Affiche pour la foire du livre anarchiste à San Francisco en 2008.

## Librairies libertaires
- La Gryffe
- L'Insoumise
- Dolle Mol
- Kate Sharpley Library